# Stadio delle Alpi
Stadio Delle Alpi je nogometni in atletski stadion v italijanskem mestu Torino. Na njem sta doslej svoje domače tekme igrala oba torinska nogometna kluba, Juventus in Torino Calcio. V letu 2006 se je pričela obnova stadiona, ki ga bo v prihodnje uporabljal le še Juventus, v času obnove pa bo nastopal na legendarnem stadionu Comunale. 
Stadion je bil sicer zgrajen za Svetovno prvenstvo v nogometu leta 1990. Doslej je sprejel 67.229 gledalcev, po obnovi pa bo sprejel le še 42.000 gledalcev. 
Za obnovo so se odgovorni sicer odločili zaradi slabe vidljivosti in velike oddaljenosti tribun od nogometnega igrišča. Obiskovalci so se pritoževali tudi zaradi lege stadiona, ki ne leži v samem centru  Torina. Zaradi omenjenih dejstev je tekme Juventusa v preteklih letih večkrat gledalo podpovprečno število gledalcev. 